# Neue Synagoge (Dessau)

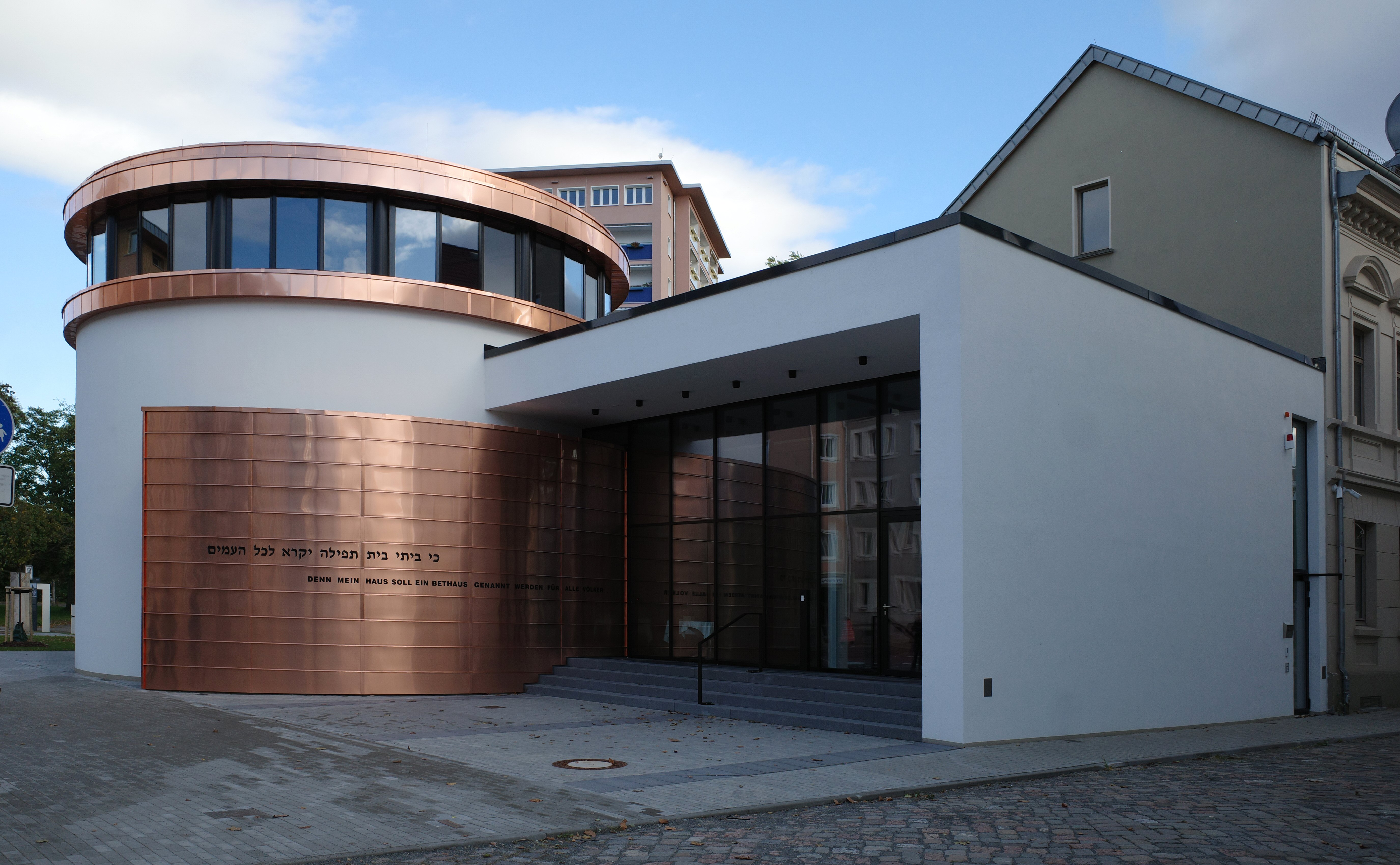
Weill-Synagoge

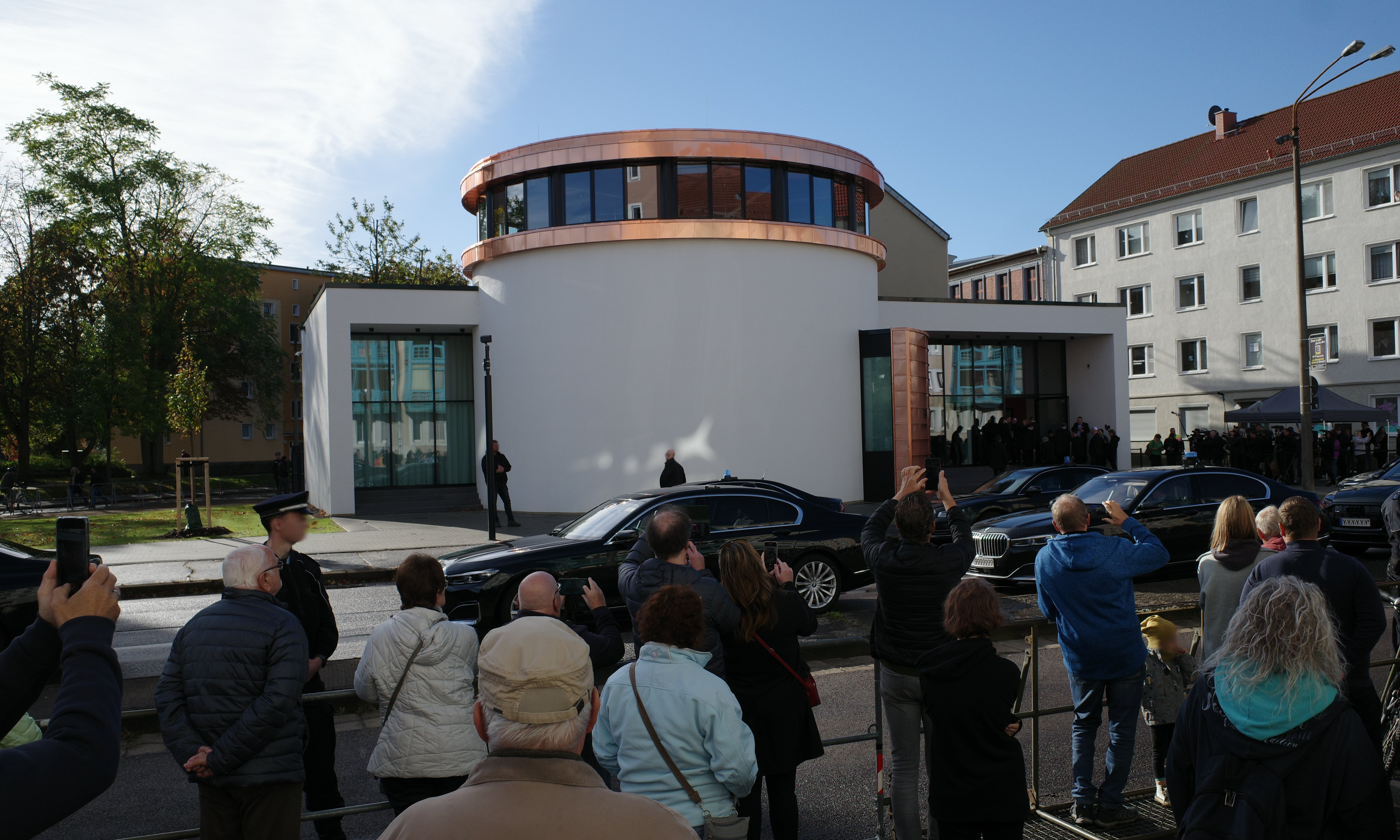
Einweihung am 22. Oktober 2023

Die Neue Synagoge, auch Weill-Synagoge genannt, ist ein jüdisches Gotteshaus im Stadtzentrum von Dessau. Sie ist die erste neu erbaute Synagoge im Bundesland Sachsen-Anhalt seit der deutschen Wiedervereinigung.

## Geschichte
Der Vorgängerbau, die Alte Synagoge an der Ecke Kantorstraße/Askanische Straße in der Sandvorstadt südlich des Stadtzentrums, etwa 300 Meter vom Dessauer Rathaus entfernt, war bei den Novemberpogromen am 9. November 1938 in Brand gesteckt und kurz darauf auf Kosten der jüdischen Gemeinde abgetragen worden. Das jüdische Leben in Dessau kam zum Erliegen. In der DDR-Zeit wurde es weitgehend ausgeblendet, nur wenige Juden lebten in der Stadt. Erst am 1. August 1994 gründeten hauptsächlich Einwanderer aus den Nachfolgestaaten der Sowjetunion (darunter 80 % aus der Ukraine) in Dessau wieder eine formelle jüdische Gemeinde, die dem Landesverband jüdischer Gemeinden Sachsen-Anhalt angehört und 2023 rund 300 Mitglieder (plus etwa 130 Familienangehörige) hat.

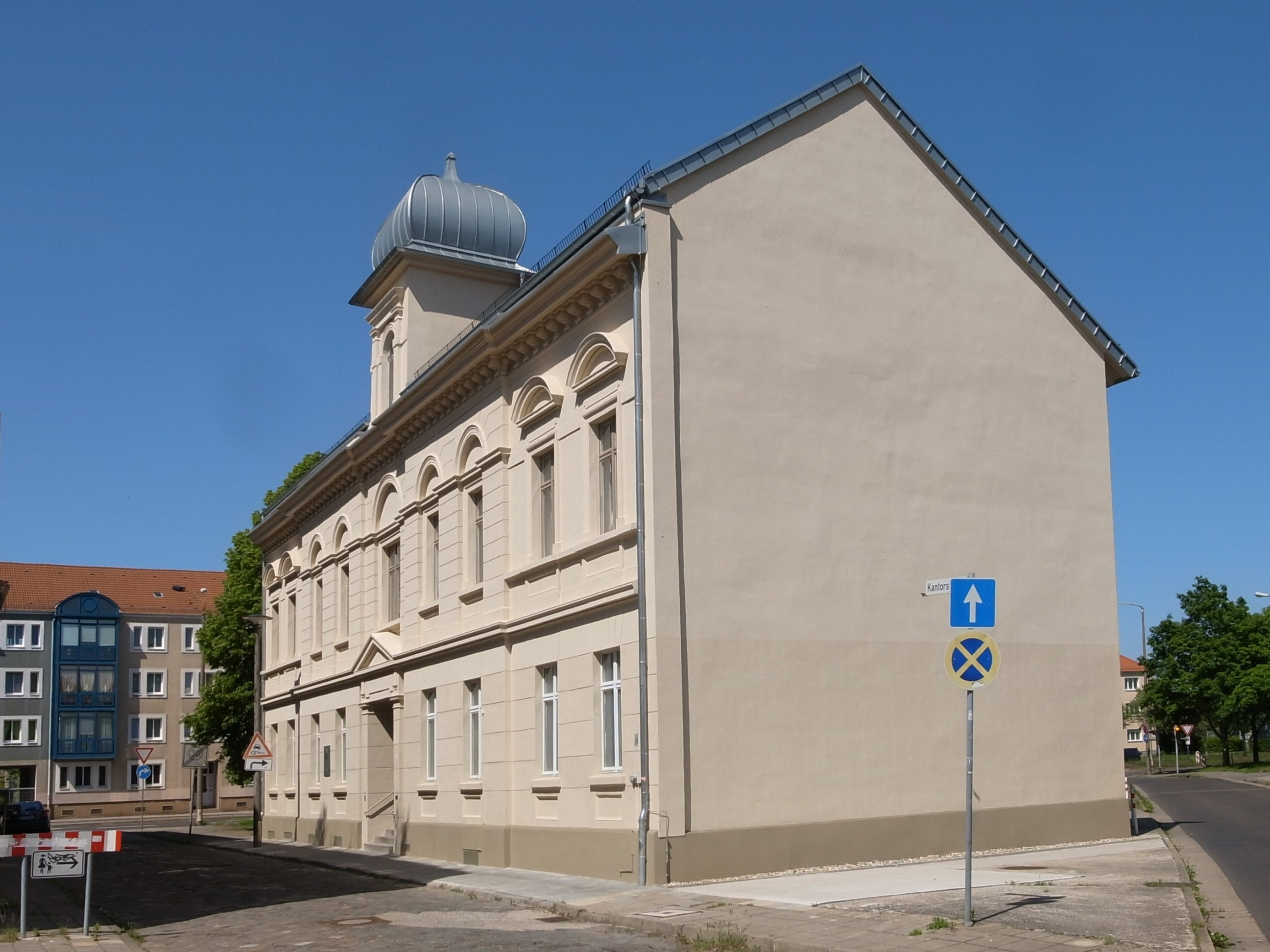
Das angrenzende Kantorhaus

2015 beauftragte die Kurt-Weill-Stiftung eine erste Studie für eine neue Synagoge mit Gemeindezentrum am selben Ort. Sie ergänzt das benachbarte, 1908 erbaute und heute denkmalgeschützte Kantorhaus (Rabbinerhaus), in dem der in Dessau geborene Komponist Kurt Weill einige Kindheitsjahre verbracht hatte. Sein Vater Albert Weill war Kantor der jüdischen Gemeinde.
Errichtet wurde der Bau nach den Plänen des Architekturbüros Alfred Jacoby aus Frankfurt am Main. Jacoby war jahrelang Professor an der Hochschule Anhalt und hat zahlreiche Synagogen entworfen. Für seinen Rundbau als vereinfachte Version des Erstentwurfs hatten sich Ende 2017 rund 90 % der Mitglieder der jüdischen Gemeinde Dessau ausgesprochen. Einen weiteren Entwurf hatte das Dessauer Architekturbüro von Anne Sommer und Dieter Bankert angefertigt. Der Neubau sollte kein Erinnerungsstück an das Alte sein, sondern neuen Anforderungen gerecht werden und ein anderes Verhältnis zur Stadt herstellen, hatte Jacoby über seinen Entwurf gesagt.
Die symbolische Grundsteinlegung erfolgte am 8. November 2019. Die Baugenehmigung wurde am 19. November 2020 erteilt, die Fertigstellung verzögerte sich mehrfach. Das Richtfest wurde im Februar 2022 gefeiert. Am 22. Oktober 2023 wurde die neue Synagoge in Anwesenheit von Bundeskanzler Olaf Scholz, Ministerpräsident Reiner Haseloff, des Vizepräsidenten des Zentralrats der Juden in Deutschland Mark Dainow und des israelischen Botschafters Ron Prosor eingeweiht.

## Finanzierung
Die Stadt übertrug der Gemeinde im Jahr 2018 kostenlos das Grundstück und erteilte auch einen Baukostenzuschuss. Weitere Gelder kamen unter anderem von der Bundesrepublik Deutschland, dem Land Sachsen-Anhalt, der Hermann Reemtsma Stiftung, dem Zentralrat der Juden in Deutschland, aus Toto-Lotto-Mitteln sowie von Privatspendern. Die Gemeinde selbst steuerte rund 200.000 Euro Eigenmittel bei.
Insgesamt kostete der Neubau der Synagoge etwa 4,8 Millionen Euro. Ursprünglich waren 1,7 Millionen Euro vorgesehen. Mehrere christliche Konfessionen unterstützten den Bau finanziell.